# Elezioni legislative in Lussemburgo del 2009
Le elezioni legislative in Lussemburgo del 2009 si tennero il 7 giugno per il rinnovo della Camera dei deputati.

## Risultati
| Liste                                         | Voti      | %     | Seggi |
| --------------------------------------------- | --------- | ----- | ----- |
| Partito Popolare Cristiano Sociale            | 1 129 368 | 37,34 | 26    |
| Partito Operaio Socialista Lussemburghese     | 695 830   | 23,00 | 13    |
| Partito Democratico                           | 432 820   | 14,31 | 9     |
| I Verdi                                       | 347 388   | 11,48 | 7     |
| Partito Riformista di Alternativa Democratica | 232 744   | 7,69  | 4     |
| La Sinistra                                   | 109 184   | 3,61  | 1     |
| Partito Comunista del Lussemburgo             | 49 108    | 1,62  | –     |
| Lista dei Cittadini                           | 28 512    | 0,94  | –     |
| Totale                                        | 3 024 954 | 100   | 60    |